# 章丘北站
章丘北站，位于中华人民共和国山东省济南市章丘区绣惠街道华家村，是济青高速铁路上的高铁站，2018年12月26日随济青高速铁路共同开通运营，由济南铁路局管辖。

## 外部連結
- 中国铁路客户服务中心 （页面存档备份，存于）